# انتشارات تاتل

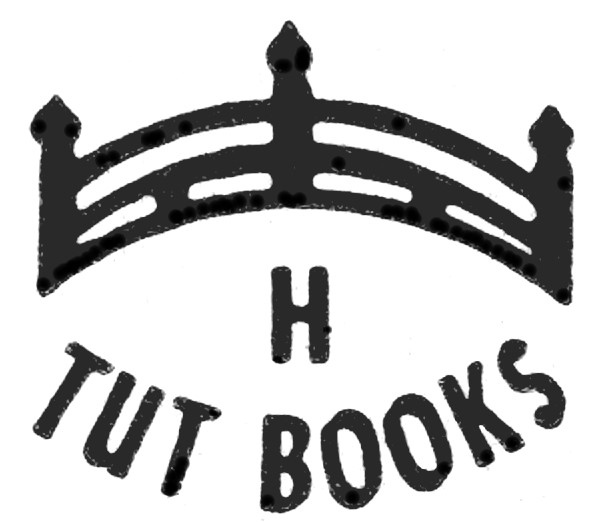
لوگوی انتشارات تاتل.

انتشارات تاتل (انگلیسی: Tuttle Publishing) یک شرکت انتشارات کتاب است که شامل تاتل، نسخه‌های پریپلوس و نسخه‌های سفر می‌شود.